# Micromia subcomosa
Micromia subcomosa là một loài bướm đêm trong họ Geometridae.